# Die Sieben im Süden
Als Die Sieben im Süden bezeichnen sich sieben regionale, ländliche Freilichtmuseen Baden-Württembergs, die in einer Arbeits- und Werbegemeinschaft zusammenarbeiten.

## Geschichte
Seit den 1960er Jahren werden in Baden-Württemberg regionale ländliche Freilichtmuseen aufgebaut. Es entstanden im Lauf der Jahrzehnte sieben regionale Freilichtmuseen. Jedem der Museen wurden dabei bestimmte Regionen des Landes als Einzugsbereich zugewiesen, deren ländliche Geschichte und Kultur sie dokumentieren. Zusammen repräsentieren sie flächendeckend die historische Bau- und Alltagskultur des ländlichen Raumes in Baden-Württemberg. Das Land Baden-Württemberg fördert die Kosten für die Umsetzung historischer Gebäude mit erheblichen Mitteln. Rund 170 Gebäude aus sechs Jahrhunderten sind in den sieben Museumsdörfern zu besichtigen (Stand 2014). Außerdem wird mit Themenführungen, Museumsfesten und Handwerksvorführungen die Vielfalt des ländlichen Lebens von früher gezeigt. Über 600.000 Besucher im Jahr machen die regionalen Freilichtmuseen zu beliebten Ausflugszielen im Land.

## Die Sieben Museen
Folgende Freilichtmuseen sind Mitglieder der Arbeitsgemeinschaft:
- Bauernhaus-Museum Wolfegg in Wolfegg
- Freilichtmuseum Beuren in Beuren
- Freilichtmuseum Neuhausen ob Eck in Neuhausen ob Eck
- Hohenloher Freilandmuseum Wackershofen in Schwäbisch Hall
- Oberschwäbisches Museumsdorf Kürnbach in Bad Schussenried
- Odenwälder Freilandmuseum in Walldürn
- Schwarzwälder Freilichtmuseum Vogtsbauernhof in Gutach (Schwarzwaldbahn)

Träger der Museen sind teilweise Landkreise, teilweise aber auch Vereine.